# Burengan
Burengan is een bestuurslaag in het regentschap Kediri van de provincie Oost-Java, Indonesië. Burengan telt 7311 inwoners (volkstelling 2010).